# Hội chứng Einstein
Cụm từ "Hội chứng Einstein" được đặt bởi nhà kinh tế học Thomas Sowell,  sau đó được giải thích thêm bởi Tiến sĩ Stephen Camarata - một bác sĩ và giáo sư tại Đại học Y khoa Vanderbilt. Nó được dùng để mô tả những người vô cùng thông minh mà chậm biết nói. Những người này thường là nam, chậm biết nói lúc bé, cha mẹ có trình độ học vấn cao, sinh ra trong gia đình có năng khiếu âm nhạc, giỏi những trò chơi đoán đố đòi hỏi khả năng suy nghĩ, và kĩ năng xã hội phát triển chậm.
Theo giải thích ban đầu, bố mẹ của Einstein đã phải nhờ đến sự trợ giúp của bác sĩ để khắc phục tình trạng chậm nói của ông lúc khoảng 3-4 tuổi. Tuy nhiên, mọi thứ là bình thường và đơn giản là điều đặc biệt thường gắn với một thiên tài
Hội chứng Einstein nhiều khi được chẩn đoán sai thành bệnh tự kỷ (autism). Những người đạt nhiều thành tích nổi trội trong cuộc sống, mà chậm biết nói, thường có ý chí mạnh mẽ, và ít tuân thủ lề thói lúc còn bé. Một trong những điểm khác biệt lớn nhất giữa Hội chứng Einstein và Bệnh tự kỷ là: khả năng giao tiếp của trẻ có Hội chứng Einstein thường tự động đạt tới mức bình thường sau một thời gian, trong khi những trẻ bị tự kỷ cần phải được trị liệu đặc biệt.